# Q.ENESTホールディングス
Q.ENESTホールディングス株式会社（キューエネス、英文社名：Q.ENEST Holdings,Ltd.）は、東京都港区芝に本社を置き、電力小売事業、太陽光関連事業、系統用蓄電池事業、エネルギーリソースアグリゲーション事業を展開し、株式会社ハンファを中心に構成されるハンファグループ傘下の日本の株式会社。

## 概要
Q.ENESTホールディングス株式会社は、電力小売事業、太陽光関連事業、系統用蓄電池事業、エネルギーリソースアグリゲーション事業を展開し、株式会社ハンファを中心に構成されるハンファグループ傘下の日本の株式会社。
会社設立は2023年1月。令和7年4月時点の代表取締役は張 熙載、資本金は2,150百万円。
Q.ENESTの由来は、太陽光パネル最大手メーカーのQセルズ（キューセルズ）が日本において次世代の再生可能エネルギー業界の先駆者として牽引するという意味をこめ、「Energy」、「Next」、最上級を表す「-est」を掛け合わせてできた造語である。

## 事業内容
各事業を担う子会社が設立されており、これらの事業を統括しているのがQ.ENESTホールディングス株式会社であり、持株会社となっている。
子会社については、電力小売事業でQ.ENESTでんき株式会社、太陽光関連事業でQ.ENESTパワー合同会社、系統用蓄電池事業でQ.ENEST Ready合同会社（キューエネスレディ）、住宅用PPA事業を行っているレネックス電力合同会社の4社が存在している。

## 沿革
2016年4月：日本における電力自由化
2019年6月：ニューヨーク証券取引所に上場しているGenie Energy Ltd.の日本支社として、ジニーエナジー合同会社が設立。日本市場での電力供給サービスを開始
2021年5月：ハンファグループの日本支社、ハンファQセルズジャパン株式会社（現ハンファジャパン）がM&Aにより、ジニーエナジー合同会社を買収
2022年4月：卒FIT事業を開始
2022年9月：
電力事業ブランドの統一により、ジニーエナジー合同会社からQ.ENESTでんき株式会社に社名変更
2022年10月：法人向け高圧電気小売事業を開始
2022年11月：市場連動型電力買取サービス「エネまかせ」を開始
2023年1月：
Q.ENESTホールディングス株式会社が設立
Q.ENESTでんき株式会社、Q.ENESTパワー合同会社、Q.ENEST Ready合同会社、レネックス電力合同会社が傘下に加わる
2023年4月：「エネまかせ」を家庭向け太陽光ソリューションプラットフォームサービスとしてリニューアル
2023年11月：Q.ENESTホールディングスと共に、法人向け再生可能エネルギーソリューションプラットフォームサービス「エネブリッジ」を開始